# Conaire Mór
Pour les articles homonymes, voir Mor (homonymie).
Conaire Mór était un légendaire haut roi d'Irlande, et constitue un personnage héroïque important de la mythologie celtique irlandaise. Il est le fils du haut roi Eterscél Mór et de la belle Mess Búachalla. 

## Mythe
Dans le récit mythologique Togail Bruidne Dá Derga, une prophétie dit que Eterscél obtiendra un fils d'une femme dont les origines sont inconnues. Alors il fait enlever de force Mess Búachalla pour être sa femme, toutefois cette dernière a conçu Conaire juste avant son enlèvement avec un homme mystérieux qui est venu à elle en volant sous la forme d'un oiseau. Eterscél l'ignorant, Conaire est élevé comme son fils. À la mort de son père un festin est tenu pour déterminer son successeur. Le successeur d'Eterscél doit apparaître dans le rêve d'un homme qui dort pendant les incantations de druides. Il rêve d'un homme nu arrivant à Tara avec un lance pierre. Entre-temps, Conaire chasse une troupe d'oiseaux qui se métamorphosent en hommes et lui expliquent qu'il n'a pas le droit de tuer les oiseaux. Ils lui disent de retourner nu à Tara, où il sera proclamé roi. Ils lui donnent également un nombre élevé de geasa (des sortes de tabous, ou interdits) qu'il devra respecter durant son règne. Il est accueilli à Tara par des rois qui lui offrent des vêtements, et ainsi il devient haut roi d'Irlande. Son règne est bon et prospère, toutefois ils brise peu à peu tous ses geasa. Dans le Togail Bruidne Dá Derga il prend logis avec ses suivants dans la résidence de Dá Derga. Un groupe de pirates menés par Ingcél Cáech et trois frères d'adoption de Conaire, attaquent la demeure et y mettent le feu à trois reprises. Conaire éprouve une soif intense et ordonne son champion Mac Cecht de lui chercher à boire. Ce dernier traverse l'Irlande, lorsqu'il revient Conaire a péri de soif et deux bandits le décapitent. Mac Cecht les tue, et donne de l'eau à la tête du roi qui se réveille momentanément pour chanter les louanges de son champion. 

## Chronologie fluctuante
Conaire Mór est réputé avoir régné 30 ou 70 ans selon les sources pseudo historiques. Le Lebor Gabála Érenn synchronise son règne avec celui de l'Empereur romain Auguste, entre 27 av J.-C. et 14 ap. J.-C., ce qui fait de lui un contemporain de Christ et des rois légendaires provinciaux Conchobar Mac Nessa, Cairbre Nia Fer et Ailill mac Máta.
la « Chronologie » de Geoffrey Keating dans le Foras Feasa ar Éireann date son règne de 63 av. J.-C. à 33 av.J.-C. alors que les Annales des quatre maîtres lui assignent la période 110 à 40 av. J.-C..